# 388 a.C.
Il 388 a.C. (CCCLXXXVIII a.C. in numeri romani) è un anno  del IV secolo a.C.

## Eventi
- Dionisio il Vecchio distrugge Hipponion, deporta gli abitanti a Siracusa e consegna il territorio ai Locresi.
- Roma
  - Tribuni consolari Lucio Giulio Iullo, Tito Quinzio Cincinnato Capitolino, Quinto Servilio Fidenate V, Lucio Lucrezio Tricipitino Flavo II, Lucio Aquilio Corvo e Servio Sulpicio Rufo

## Morti
- Anassibio, militare spartano
- Gorgopa, ammiraglio spartano
- Trasibulo di Atene, politico e militare ateniese